# Mns Blang
Mns Blang is een bestuurslaag in het regentschap Pidie van de provincie Atjeh, Indonesië. Mns Blang telt 592 inwoners (volkstelling 2010).